# Аршиновский парк
Аршиновский парк — сосновый парк, расположенный между Бакинской улицей и улицей Бехтерева в районе Царицыно.

## История

### Царское время
В 1890-х годах купец Василий Аршинов купил участок земли площадью 2,5 гектара в деревне Воробьёвка. При покупке с него было взято обязательство о сохранении леса, находящегося на этой территории. Немного позже он приобрёл ещё один участок площадью 14 гектаров в расположенной рядом деревне Котляково, купец оформил его на имя своего старшего сына Владимира.
В 1910-х годах на купленных землях Василий Аршинов создал парк, который стал носить его имя. Поскольку лес, росший на этой территории, был преимущественно хвойным, то и в парке большинство посаженных деревьев также были хвойными, но экземпляры для посадки свозились со всего света. Среди тех, что не растут в естественных подмосковных лесах были: сибирская лиственница, сибирский кедр, сосна Банкса и сосна Веймутова. Из лиственных деревьев в парке были посажены тополь дельтовидный и осокорь, ясень пенсильванский и елоха. Аллеи, покрытых кирпичным щебнем, украсили голубыми елями и жасмином. Для особо теплолюбивых растений вроде персиковых и лимонных деревьев были построены оранжереи. Парк имел ограду, но вход в него был свободным для всех желающих.

### Советское время
После Октябрьской революции декретом Совнаркома имущество Аршиновых, включая парк, реквизировали. На территории аршиновского парка была создана опытно-показательная пасека. Её работа оказалась успешной, и на следующий год с пасеки началась раздача племенных рассадных пчёл.
В 1920 году Владимир Аршинов, работавший в то время профессором в Московской горной академии, попытался вернуть свои бывшие земли в Царицыно. Он подал заявление о регистрации артели сотрудников Горной академии и института Литогеа, директором которого он являлся, и попросил выделить ей земельный участок с пасекой. В документе было указано точное местоположение участка: «земельное владение В. В. Аршинова в местности Царицыно-Петровское, около 14 десятин». В обосновании просьбы говорилось о том, что это даст «возможность лицам, работающим в научных лабораториях, уделять ради гигиены труда часть времени труду земледельческому». В этой и последующей просьбах Аршинову было отказано, но тяжба длилась ещё несколько лет, на протяжении которых территории Аршиновского парка передавались в пользование всем просившим, кроме бывшего хозяина. В 1921 году исполком Ленинского районного Совета предоставил товарищу Тараканову для обработки земли «аршиновский участок в Новом Царицыне, на котором имеется оранжерея и 3 комнаты для жилья». Это последнее известное упоминание о парковых оранжереях. Дальнейшая их судьба неизвестна и к настоящему времени ничего от них не осталось.
В 1923 году институт Литогеа был преобразован в Институт прикладной минералогии и петрографии, а его директором стал Николай Федоровский. После этого Аршиновский парк был передан новому институту в арендное пользование уже без каких-либо возражений. Также в ведение института была отдана и пасека с требованием «беззамедлительно принять меры к восстановлению» — дела на ней к тому времени шли уже не так хорошо, как в первые годы.
В 1924 году отделом охраны природы наркома просвещения Аршиновский парк был признан памятником природы, вырубка и изменения зелёных насаждений были запрещены. Контроль за парком возлагался на арендующий эту территорию институт петрографии. Однако наблюдение института было чисто номинальным. В статье районной Царицынской газеты о состоянии парка говорилось, что на его территории пасётся скот, который щиплет траву и обгладывает кусты, а также спиливаются и обламываются ценные деревья. Упоминается и о том, что на дне высохшего пруда кто-то высадил картофель. В 1934 году Аршиновскую пасеку передали открывшемуся в том же году Институту пчеловодства.
Во время Великой Отечественной войны территория парка сильно пострадала. Аллею из голубых елей полностью вырубили на дрова, также выкопали заросли боярышника возле прудов.
В 1965 году на карте Москвы появилась улица Аршиновский парк, которая раньше была просто Парковой улицей, однако просуществовала она недолго. В 1970-х годах началось строительство больничных корпусов Медсанчасти № 1 АМО ЗИЛ (в настоящее время ГКБ имени В. М. Буянова), которое заняло значительную часть территории парка и в том числе и эту улицу. В настоящее время часть бывшей Аршиновской улицы использует как парковка перед больницей. А в 1987 году парк получил официальный статус памятника природы города Москвы.

### Современное состояние
В 2006 году в парке были проведены работы по его благоустройству: очищены пруды, укреплены берега, созданы зоны отдыха и детские площадки. В 2013 году Аршиновский парк был включён в состав Кузьминского лесопарка.
В 2015-м ко дню города парк был благоустроен повторно. Главной задачей, поставленной городской властью перед проектировщиками, было сохранение ландшафта парка и ценных пород деревьев. Во время работ было проведено освещение, установлены лавочки, урны и туалеты. Также на территории парка появились посты охраны для защиты парковой инфраструктуры от вандалов. Был оборудован небольшой спортивный городок с площадкой для волейбола и воркаута.

## Дендрологический состав

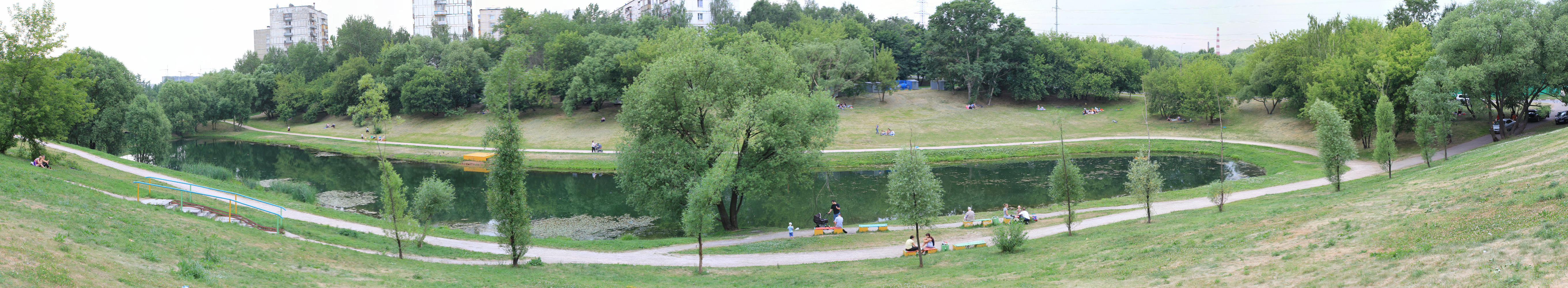
Верхний Котляковский пруд 2010 год

Вдоль южной границы парка сохранилась посаженная в начале XX века сибирская лиственница, рядом с ней растут группы сосны обыкновенной, размеры деревьев примерно такие же, как у лиственницы. Неподалёку находятся сосны Банкса, высаженные небольшими группами — чаще всего по три дерева. Также в этой части парка есть немного старых деревьев липы мелколистной. Группы сосен и лиственниц перемежаются небольшими полянами и группами посадок молодых деревьев тех же пород.
Неподалёку от спортивной площадки растут три дерева сосны кедровой сибирской. Далее опять чередуются посадки обыкновенной сосны и лиственницы. Встречаются гладкий вяз и единичные экземпляры обыкновенной ели. По западному краю парка вдоль высокого берега пруда на пересечённой местности располагается большой массив лиственницы сибирской. Около второго полузаболоченного пруда есть заросли одичавших травянистых интродуцентов: гигантского золотарника, астры ивовой и топинамбура. У северной границы парка произрастает горец остроконечный. В центре парка около поляны растёт находится канадский, а рядом с ним — белый тополь с обломанным стволом, вокруг которого рощица корнеотпрыскового тополя. Неподалёку растёт крупная ветла и одна серая ольха. В парке местами имеются молодые посадки липы мелколистной, клёна остролистного, дуба черешчатого, берёзы, вяза гладкого, ясеня пенсильванского, рябины, тополя чёрного и довольно редкой для Москвы сосны веймутовой. Кустарников в парке мало, все они молодые. Вдоль некоторых дорожек имеется живая изгородь из шиповника морщинистого.
Около восточной границы парка был пруд, который почти полностью высох. Вокруг него — рядовая посадка из тополя. Напочвенный покров под густыми насаждениями очень редкий. На газонах и полянах кроме луговых злаков (мятлик луговой, овсяница луговая), обильны сорные виды, в первую очередь птичья гречиха и одуванчик.

## Галерея

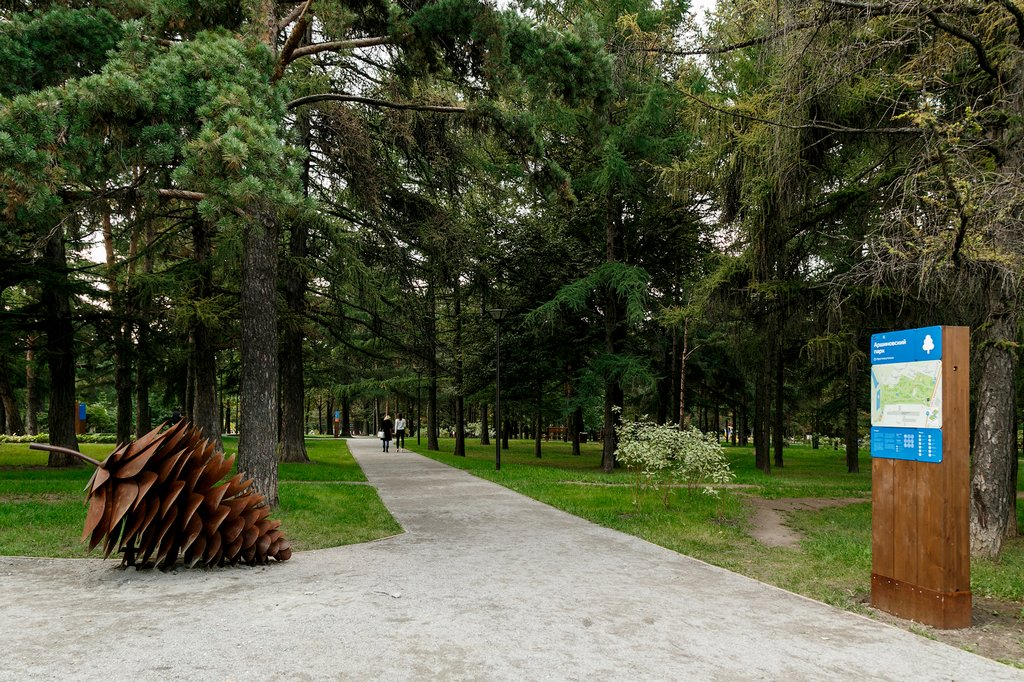
Аллея парка 2016 год
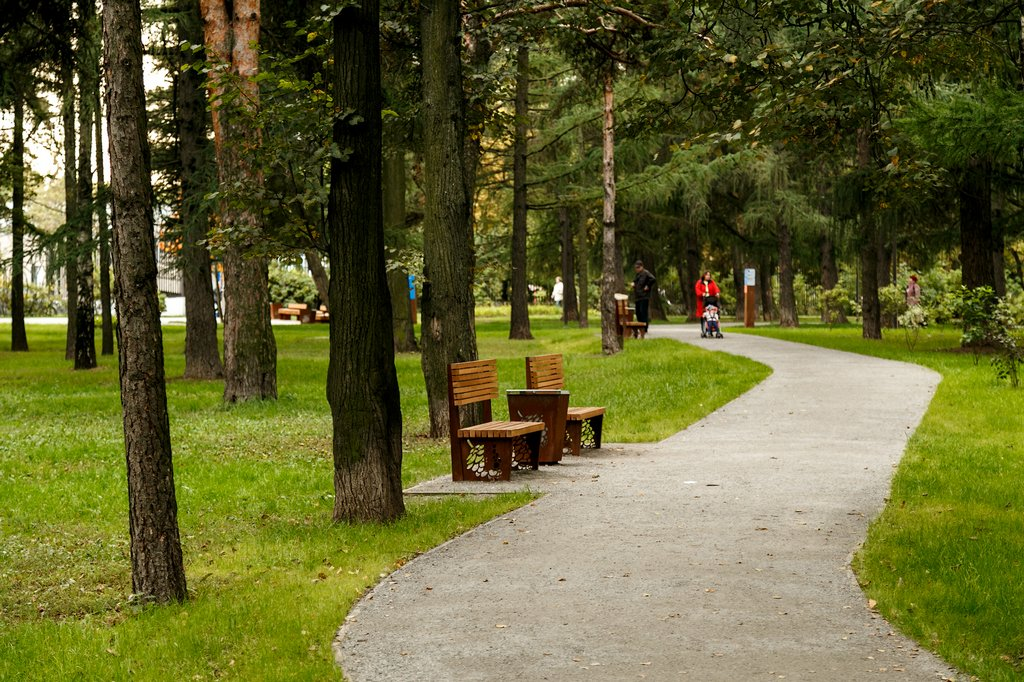
Сосновая аллея 2016 год
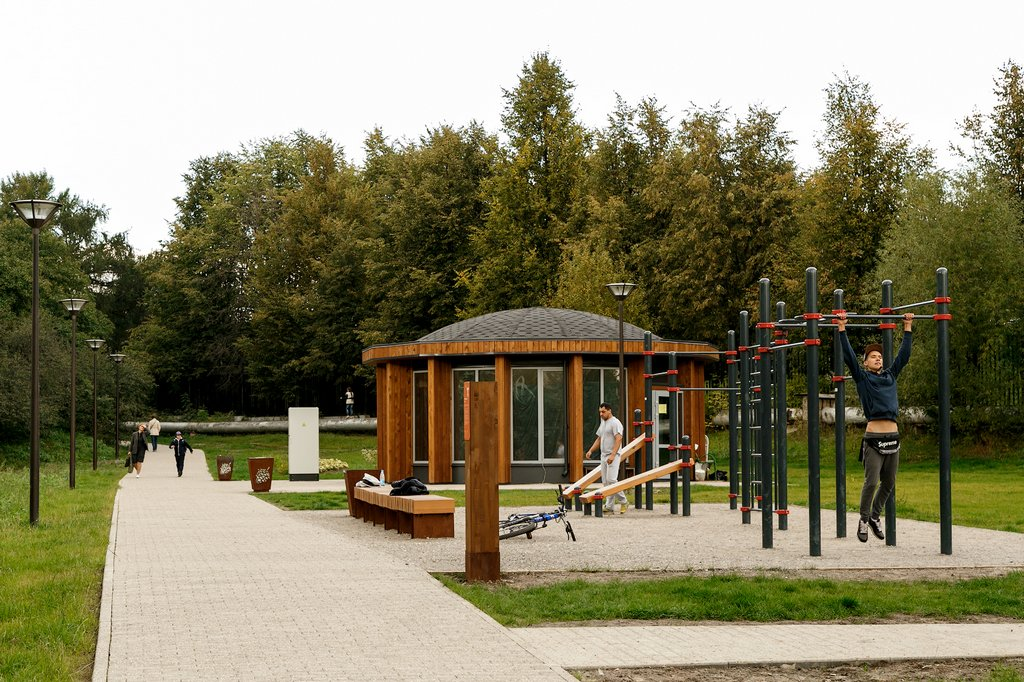
Зона для воркаута 2016 год
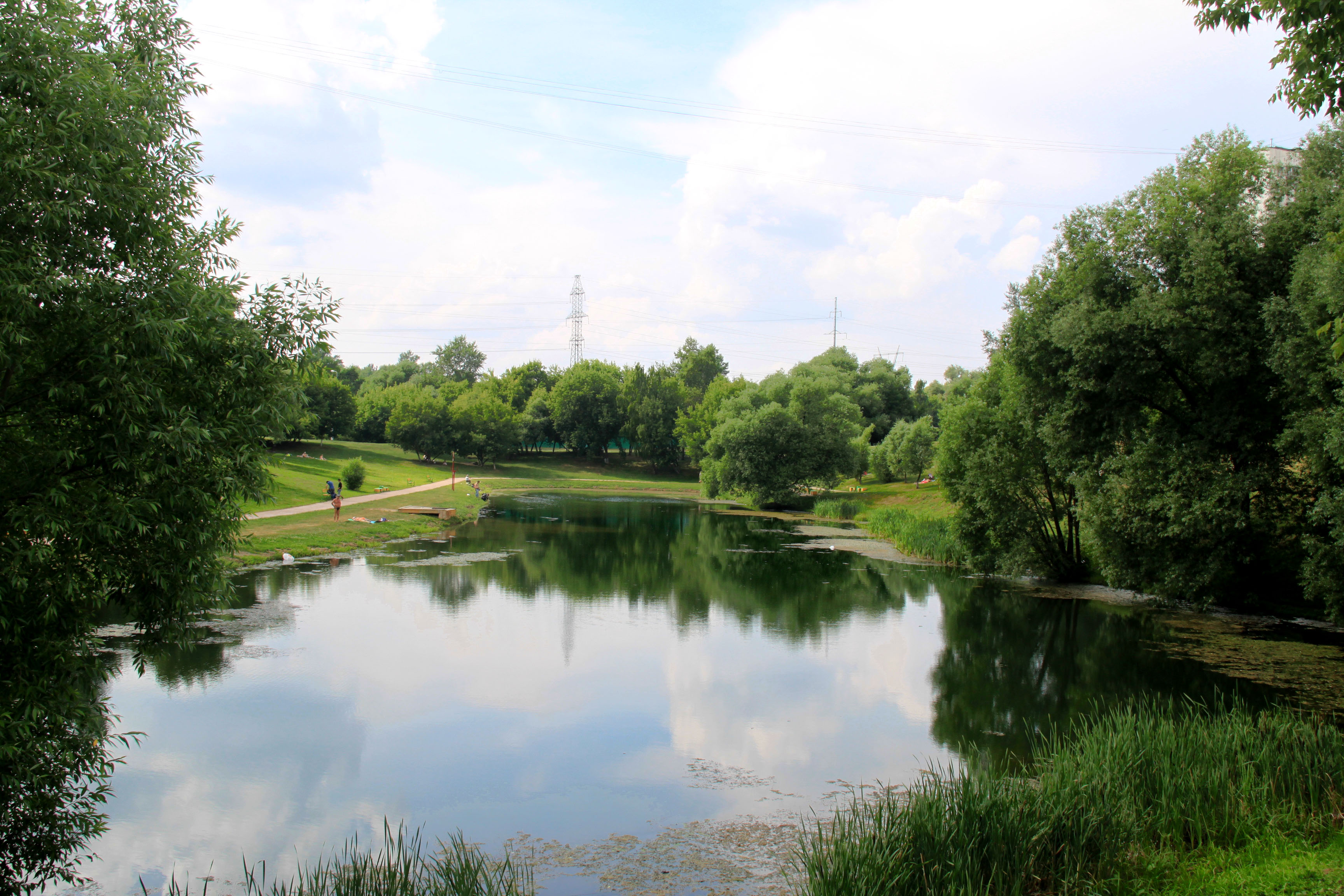
Котляковский пруд 2013 год
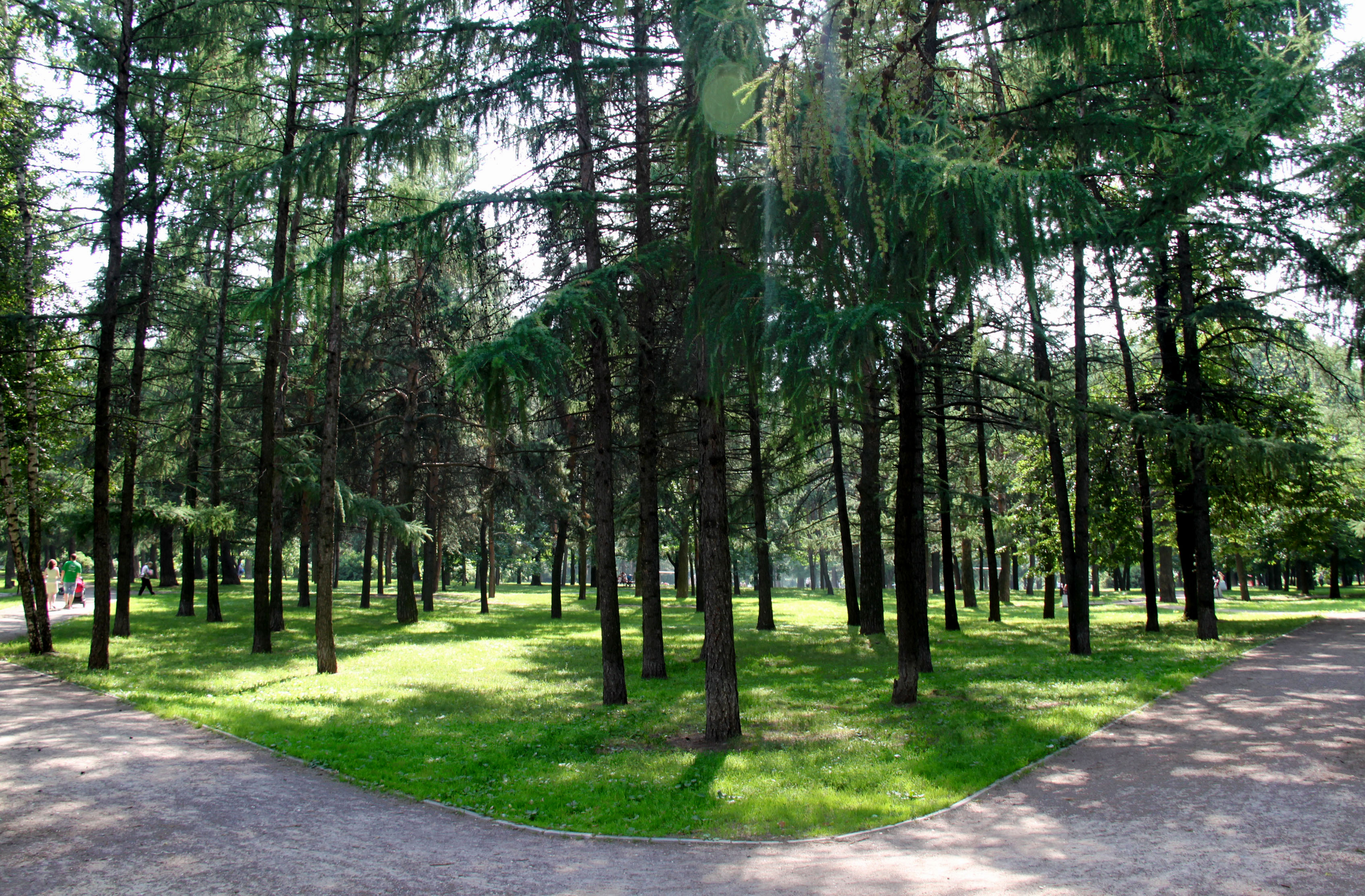
Дорожки в парке 2013 год
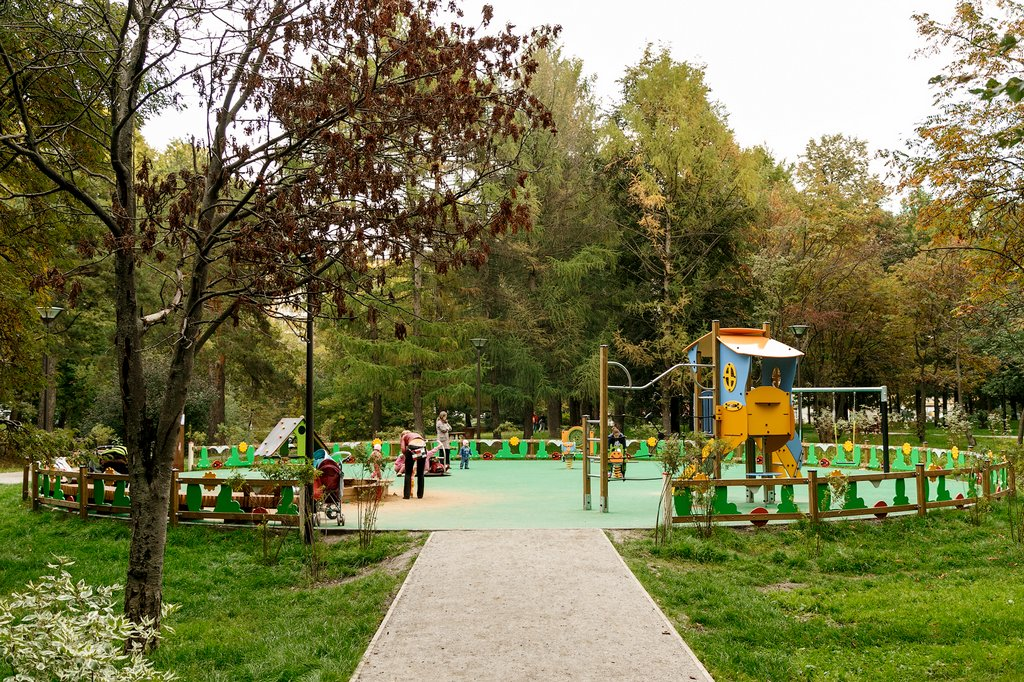
Детская площадка 2016 год

## Транспорт
- От станции метро «Кантемировская» пешком 1,6 км; автобусные маршруты т11, 162, 690, 901 до остановки «Больница № 12»
- От станции метро «Царицыно» пешком 1,6 км[7]